# Julius Grundfør
Julius Grundfør (21. februar 1909 i Randers – 9. maj 1945 i København) var en dansk sognepræst og modstandsmand.
Under Danmarks besættelse var Grundfør involveret i illegalt arbejde i Dansk Samling og var tilknyttet det illegale blad Kirkens Front. Han var præst ved Anna Kirke og fra 1942 også hospitalspræst ved Bispebjerg Hospital.
Efter befrielsen blev Grundfør den 6. maj såret i begge lunger af maskingeværkugler ved en træfning mellem Den Danske Brigade og HIPO-snigskytter på Jagtvej, hvor han hjalp en såret brigadesoldat. Han døde af sine sår tre dage senere.
Der findes en mindetavle over Grundfør og lægen Erik Hagens på Bispebjerg Hospital.
Hans enke, Ragnhild Grundfør født Rafn, døde først som 97-årig i 2004. Hun var formand for Dansk Sømandsmission, medlem af Dansk Kirke i Udlandet og Rebbekkasøstrene.